# سه‌گوشه بویایی
سه‌گوشهٔ بویایی ناحیهٔ کوچک مثلثی‌شکلی در مغز است که در جلوی ماده سوراخ‌دار پیشین قرار گرفته‌است.
نوک این سه‌گوشه که رو به جلو قرار گرفته بخش پسین شیار بویایی را تشکیل می‌دهد و زمانی که مجرای بویایی کنار زده شود دیده می‌شود.